# Down in It
Down in It — пісня і перший сингл з альбому Pretty Hate Machine гурту Nine Inch Nails.
Вийшов 15 вересня 1989 року на TVT Records. Перший Halo був записаний на студії Right Track (Клівленд), Unique (Нью-Йорк) і Roundhouse (Лондон). Перепродюсований і реміксований Едріаном Шервудом  і Кітом ЛеБланком .

## Відеокліп
Кліп на пісню (який, як і сингл, став дебютним у кар'єрі гурту) був знятий Еріком Циммерманом та Бенджаміном Стоуксом (вони ж зняли та такий кліп на «Head Like a Hole») в Чикаго і був випущений в ефір MTV в вересні 1989 року. В відео Резнор біжить на дах складу, поки учасники його концертного складу Річард Патрік та Кріс Вренна слідують за ним.
Спочатку відеокліп мав закінчуватися натяком на самогубство героя Резнора (для цього його обличчя було вкрите кукурудзяним крохмалем); для показу відеокліпу на MTV ці кадри були вирізані. Також Циммерман та Стоукс для зйомки вищезазначених кадрів використовували камеру, прив'язану до повітряної кулі, яка була, в свою чергу прив'язана мотузкою до даху складу.

## Список композицій
(всі треки реміксовані Едріаном Шервудом та Кітом ЛеБланком)
| #     | Назва                | Тривалість |
| ----- | -------------------- | ---------- |
| 1.    | «Down in It» (skin)  | 3:48       |
| 2.    | «Down in It» (shred) | 6:56       |
| 3.    | «Down in It» (singe) | 7:03       |
| 17:47 |                      |            |

## Позиції в чартах
| Чарт (1989)                        | Найвища позиция |
| ---------------------------------- | --------------- |
| Hot Modern Rock Tracks             | 16              |
| Hot Dance Music/Club Play          | 16              |
| Hot Dance Music/Maxi-Singles Sales | 20              |